# Петрятинка
Петрятинка — село в Злынковском районе Брянской области, в составе Щербиничского сельского поселения. 
 Расположено в 8 км к югу от села Большие Щербиничи. Население — 179 человек (2023).
Имеется отделение почтовой связи, сельская библиотека.

## История
Основано в первой половине XVIII века как деревня, владение Чарнолузских (первоначально называлась Осиновка, Петрапиевка); казачьего населения не имела. С 1884 года — приходское село с храмом Архангела Михаила (не сохранился).
До 1781 года Петрятинка входила в Топальскую сотню Стародубского полка; затем в Новоместском, Новозыбковском (с 1809) уезде (с 1861 года — в составе Малощербиничской волости, с 1923 в Злынковской волости).
В 1929—1932 гг. — в Чуровичском районе, в 1932—1939 в Новозыбковском районе, затем в Злынковском, при временном упразднении которого (1959—1988) — вновь в Новозыбковском.
С 1919 до 1959 года являлось центром Петрятинского сельсовета; затем в Кожановском, в 1960—1989 гг. — в Большещербиничском, в 1989—2005 в Малощербиничском сельсовете.
| Годы      | 1859 | 1897 | 1901 | 1926 | 1979 | 1989 | 2002 | 2010 |
| --------- | ---- | ---- | ---- | ---- | ---- | ---- | ---- | ---- |
| Население | 688  | 1083 | 1171 | 1421 | 411  | 270  | 291  | 301  |

## Известные уроженцы
- Кривоносов, Анатолий Фёдорович (род. 1937) — русский советский писатель.